# Савастьянова, Ольга Викторовна
Ольга Викторовна Савастьянова (род. 5 апреля 1960, Мадмас, Коми АССР) — российский общественный и политический деятель. Руководитель Секретариата Председателя Государственной Думы ФС РФ (с 2021 года), депутат Государственной думы VII созыва, член фракции «Единая Россия», председатель комитета Госдумы по контролю и регламенту (5 октября 2016 — 12 октября 2021). уполномоченный по правам человека в Коми (2012—2013), депутат Государственного Совета Коми III и IV созывов (2003—2011).

## Биография
Родилась 5 апреля 1960 г. в посёлке Мадмас Усть-Вымского района Коми в многодетной семье Желязниковых. У Ольги Желязниковой было двое братьев и сестра.

### Образование
В 1983 году получила высшее педагогическое образование по специальности «учитель немецкого и английского языков» на факультете иностранных языков Коми государственного педагогического института (сейчас — Институт педагогики и психологии Сыктывкарского государственного университета им. Питирима Сорокина). В 1988 году по направлению окончила Высшую комсомольскую школу при ЦК ВЛКСМ. В 1996 проходила обучение в аспирантуре Академии государственной службы при президенте РФ (сейчас — РАНХиГС).

### Ранняя карьера
С 1983 по 1991 год работала на партийных и комсомольских должностях, работала секретарём райкома комсомола, секретарём областного комитета Всероссийского ленинского коммунистического союза молодёжи (ВЛКСМ). С 1991 по 1992 работала в Международном центре развития малых предприятий в должности заместителя директора. С 1992 по 1997 год работала в институте повышения квалификации при Сыктывкарском государственном университете заместителем директора.
С 1997 по 1998 год работала в ООО «Нефтяная компания „КомиТЭК“» в должности начальника отдела по связям с общественностью. С 1998 по 1999 год работала в ООО «Управляющая компания „Тэбукнефть“» заместителем генерального директора компании.

### Общественная деятельность в Коми
Ольга Савастьянова в 1990-х стала инициатором создания Женской палаты Республики Коми и регионального Центра управления для женщин. С декабря 1993 года была руководителем Коми регионального отделения Движения женщин России (КРО ДЖР) — Женской палаты. С 1998 по 2002 занимала пост заместителя директора Центра управления для женщин Программы развития ООН в Российской Федерации (ПРООН), с 2002 по 2006 года — была директором регионального Центра ПРООН в Коми. Также в 2000 году в составе российской делегации участвовала в Специальной сессии ООН в Нью-Йорке, где открывала заседание Круглого стола и представляла доклад о новых инициативах и проектах российских женских НКО. С 2007 по 2017 год Ольга Савастьянова была председателем Союза женщин Республики Коми.
В 2002 году создала Ольга Савастьянова создала первую в республике негосударственную Общественную палату, объединившую местные организации, действующие исключительно на общественных началах. Возглавляла её в должности председателя до 2006 года. Благодаря её активности в общественной деятельности зародились технологии и проекты, которые широко используются в российских НКО: ярмарки социальных проектов, публичные слушания общественных докладов, конкурс социальных проектов, акции по предотвращению насилия в отношении женщин и детей, по профилактике ВИЧ/СПИД, родительские слушания, публичные отчёты о деятельности некоммерческих организаций, общественные мониторинги по острым социальным проблемам, и на их основе написание альтернативных докладов «О положении женщин в Республике Коми», «О положении детей в Республике Коми», мобильные бригады по правовому просвещению.

### Госсовет Коми III и IV созывов
В марте 2003 года избрана депутатом Государственного совета Республики Коми III созыва по Октябрьскому одномандатному избирательному округу № 4. Баллотировалась как самовыдвиженец и набрала 24,66 % голосов.
11 марта 2007 года повторно избрана депутатом IV созыва Государственного совета Республики Коми. Баллотировалась по Академическому одномандатному избирательному округу № 2 от партии «Единая Россия», получила 58,73 % голосов. Была членом фракции «Единая Россия», была избрана председателем комитета по социальной политике Госсовета. В той должности Савастьянова занималась внедрением экспертно-консультативных советов, общественной экспертизой законопроектов, общественным обсуждением социально-значимых законопроектов — через общественное обсуждение прошли более 90 % принятых законопроектов. 13 марта 2011 участвовала на выборах в Госсовет V созыва, по итогам распределения мандатов в парламент не прошла.

### Уполномоченный по правам человека, работа в ОНФ
26 апреля 2012 года депутаты Госсовета Коми назначили Ольгу Савастьянову уполномоченным по правам человека в Коми. Этот пост она занимала до конца апреля 2013 года.
В 2013 году на первом учредительном съезде Общероссийского народного фронта (ОНФ) была выбрана в состав координационного совета. В 2014 году входила в число инициаторов проведения образовательного форума России «Качественное образование во имя страны», в 2015 году — форума по здравоохранению. Также в 2013-2015 годах была заместителем руководителя исполкома Общественного комитета сторонников президента РФ. В феврале 2016 года была избрана председателем региональном исполкома ОНФ в Коми. В составе ОНФ Ольга Савастьянова работала над продлением действия материнского капитала, развитием «Концепции ранней помощи», направленной на детей с проблемами со здоровьем с самого рождения, разработкой правок в «Концепцию семейной политики», «Стратегию действий в интересах граждан пожилого возраста», в программу «Доступная среда» и т.д..

### Госдума VII созыва
В мае 2016 года по итогам предварительного голосования «Единой России» набрала 58 % голосов и стала кандидатом от партии на выборах в Государственную думу VII созыва. Была включена вторым номером в региональной группе № 17, включающей Республику Коми, Архангельскую и Кировская области, Ненецкий автономный округ.
В 18 сентября 2016 избрана депутатом Государственной думы VII созыва по партийному списку. Член фракции «Единая Россия», с 5 октября 2016 года — председатель думского комитета по регламенту и организации работы Государственной думы, с 22 сентября 2017 — председатель комитета по контролю и регламенту (в связи с переименованием комитета).
С 2016 по сентябрь 2020 года, в течение исполнения полномочий депутата Государственной Думы VII созыва, Ольга Савастьянова выступила соавтором 48 законодательных инициатив и поправок к проектам федеральных законов. За время VII созыва Ольга Савастьянова была на 98,7 % заседаний (пропустила всего 4 заседания к сентябрю 2020 года). Среди последних инициатив: упрощение процедуры личного банкротства для малоимущих, меры по сохранению семейных династий в лесоохранной сфере и причисление малого и среднего бизнеса в сфере книготорговли к социальному предпринимательству.
1 июня 2021 г. явилась одним из двух единороссов в Думе, проголосовавших за включение периода срочной службы в «стаж 42 года», дающий право на досрочную пенсию (из-за отказа её коллег по фракции от участия в голосовании по рассматривавшемуся законопроекту не набрался кворум и решение принято не было).

## Доходы и собственность
Ольга Савастьянова декларировала доход за 2020 год в размере 5 млн 674 тыс. рублей (годом ранее — 5 млн 868 тыс. рублей). В её безвозмездном пользовании квартира 113,9 м², а также дача 133,60 м² в возмездном пользовании на период замещения должности.

## Семья
Ольга Савастьянова овдовела. Есть дочь Евгения и внук Никита.

## Награды
Имеет благодарность Правительства РФ (2017).
Лауреат республиканского конкурса «Женщина года» (2000). Награждена Почетной медалью Национальной премии общественного признания достижений женщин России «Олимпия» (2003), грамотой Международного женского фонда развития ООН (ЮНИФЕМ).